# Né gioia, né dolore
Né gioia, né dolore è la sesta canzone del ventiduesimo album dei Nomadi, Quando ci sarai, pubblicato nel 1996.
L'autore del testo è Pietruccio Mancini, in arte Nanni Mancini; i compositori sono Pietruccio Mancini, Beppe Carletti, Odoardo Veroli.